# نيك كولغان
نيك كولغان (بالإنجليزية: Nick Colgan) (19 سبتمبر 1973 في جمهورية أيرلندا - ) هو لاعب كرة قدم أيرلندي في مركز حراسة المرمى. شارك مع منتخب جمهورية أيرلندا لكرة القدم. أما مع النوادي، فقد لعب مع إيبسويتش تاون وتشيلسي ودرودا يونايتد ودندي يونايتد وستوكبورت كونتي وغريمسبي تاون ونادي بارنسلي ونادي برينتفورد ونادي بورنموث ونادي ريدنغ ونادي سندرلاند ونادي ميلوول ونادي هيبرنيان وهدرسفيلد تاون ونادي كرو ألكساندرا.

## وصلات خارجية
- نيك كولغان على موقع قاعدة بيانات كرة القدم.إي يو (الإنجليزية)
- نيك كولغان على موقع ناشيونال فوتبول تيمز (الإنجليزية)
- نيك كولغان على موقع Soccerbase.com (لاعب) (الإنجليزية)
- نيك كولغان على موقع عالم كرة القدم.نت (الإنجليزية)